# Elezioni parlamentari in Repubblica Ceca del 2006
Le elezioni parlamentari in Repubblica Ceca del 2006 si tennero il 2 e 3 giugno per il rinnovo della Camera dei deputati. In seguito all'esito elettorale, Mirek Topolánek, espressione del Partito Democratico Civico, divenne Presidente del Governo; nel marzo 2009 fu sostituito dall'indipendente Jan Fischer.

## Risultati
| Liste                                                          | Voti      | %     | Seggi |
| -------------------------------------------------------------- | --------- | ----- | ----- |
| Partito Democratico Civico                                     | 1 892 475 | 35,38 | 81    |
| Partito Social Democratico Ceco                                | 1 728 827 | 32,32 | 74    |
| Partito Comunista di Boemia e Moravia                          | 685 328   | 12,81 | 26    |
| Unione Cristiana e Democratica - Partito Popolare Cecoslovacco | 386 706   | 7,23  | 13    |
| Partito dei Verdi                                              | 336 487   | 6,29  | 6     |
| SNK Democratici Europei                                        | 111 724   | 2,09  | –     |
| Democratici Indipendenti                                       | 36 708    | 0,69  | –     |
| Indipendenti                                                   | 33 030    | 0,62  | –     |
| Partito del Senso Comune                                       | 24 828    | 0,46  | –     |
| Blocco della Destra                                            | 20 382    | 0,38  | –     |
| Unione della Libertà - Unione Democratica                      | 16 457    | 0,31  | –     |
| Diritto e Giustizia                                            | 12 756    | 0,24  | –     |
| Moravi                                                         | 12 552    | 0,23  | –     |
| Partito delle Pari Opportunità                                 | 10 879    | 0,20  | –     |
| Partito Nazionale (con Repubblicani)                           | 9 341     | 0,17  | –     |
| Coalizione per la Repubblica Ceca                              | 8 140     | 0,15  | –     |
| Corona Ceca                                                    | 7 293     | 0,14  | –     |
| Partito Poetico di Balbín                                      | 6 897     | 0,13  | –     |
| Altri <0,10%                                                   | 8 166     | 0,15  | –     |
| Totale                                                         | 5 348 976 | 100   | 200   |